# Brompton Bicycle
Brompton Bicycle – brytyjska firma produkująca składane, miejskie rowery. Przedsiębiorstwo zostało założone 3 czerwca 1976 w Londynie przez Andrew Ritchiego.

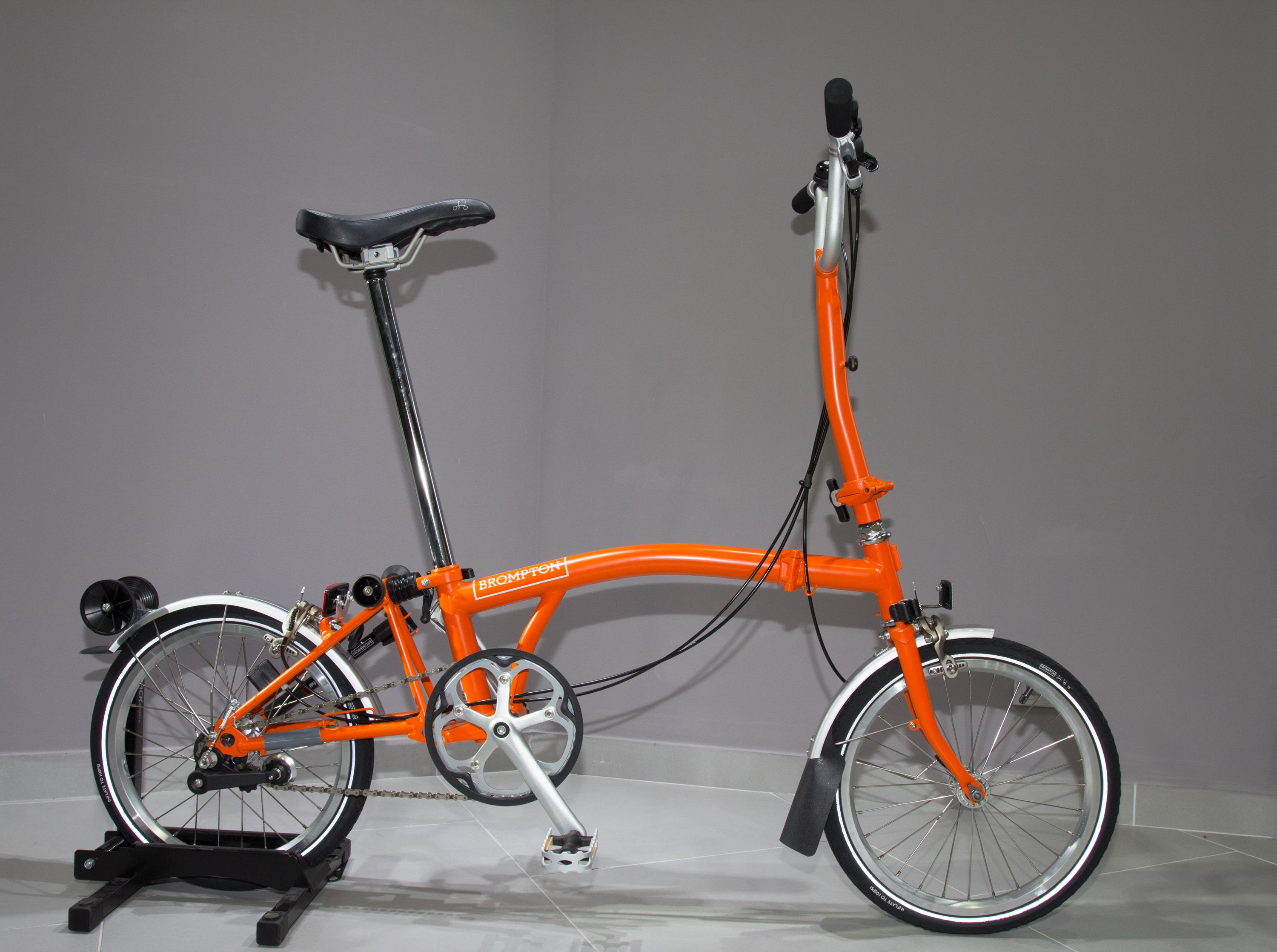
Rower Brompton

## Historia Brompton Bicycle
Założycielem firmy Brompton Bicycle Ltd jest Andrew Ritchie, który prototypy swoich rowerów zaprojektował w mieszkaniu w South Kensington w Londynie w 1976. W 1981 Ritchie rozpoczął produkcję na niewielką skalę w formie manufaktury. Siedem lat później powstała pierwsza fabryka rowerów Brompton w Brentford w Londynie. Obecnie firma zatrudnia około 240 pracowników i prowadzi dystrybucję w 45 krajach, utrzymując produkcję na poziomie 45 tysięcy egzemplarzy rocznie. Brompton Bicycle Ltd jest największą rzemieślniczą wytwórnią rowerów w Wielkiej Brytanii.
Brompton Bicycle Ltd utrzymuje również 9 salonów sztandarowych Brompton Junction połączonych z warsztatami zlokalizowanych w Londynie, Amsterdamie, Hamburgu, Mediolanie, Kobe, Pekinie, Chengdu, Szanghaju i Bangkoku. Na terenie Londynu, Manchesteru i Birmingham znajduje się także 13 miejskich stacji samoobsługowych wypożyczalni rowerów Brompton Bike Hire.

### Nagrody
- Nagroda Cyclex w kategorii Najlepszego produktu (1987)
- Nagroda Queen’s Awards for Enterprise za osiągnięcia w handlu międzynarodowym (1995)
- Wyróżnienie Sunday Times BDO Profit Track 100 (2014)[6]

## Rowery Brompton
Rowery marki Brompton cechuje możliwość składania, przenoszenia i przewożenia w charakterze bagażu podręcznego oraz łatwego przechowywania zarówno w warunkach miejskich, jak i biurowych.

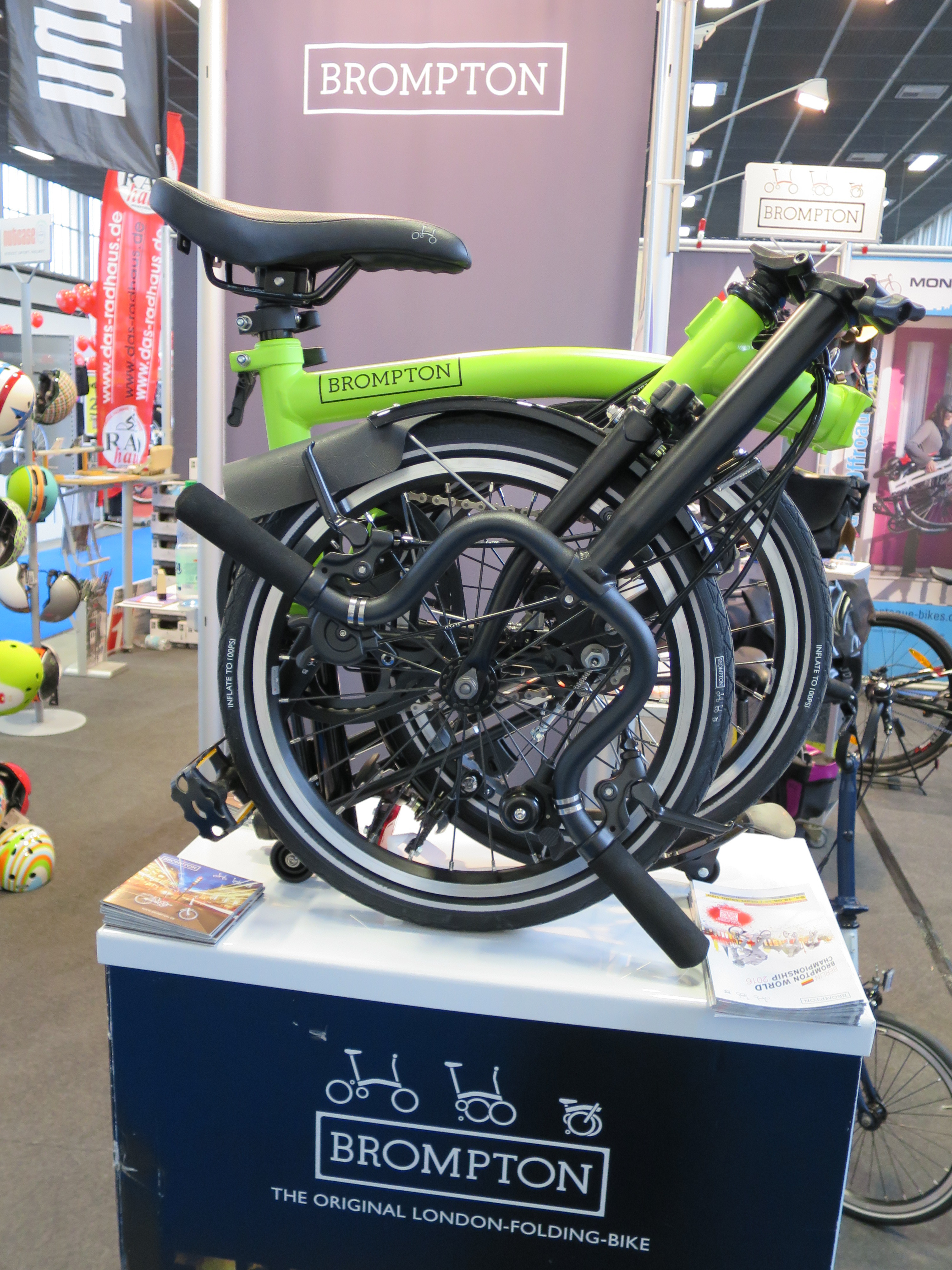
Złożony rower Brompton

### Cechy budowy
Rowery marki Brompton charakteryzują się możliwością samodzielnego doboru elementów składających się na finalny produkt, a dobieranych indywidualnie na potrzeby ich przyszłych użytkowników. Dobrane części łączone są ręcznie przez spawaczy i mechaników.
Rowery wyposażone są w koła o średnicy 16" oraz w tylny trójkąt ramy, który skraca rower i zarazem utrzymuje łańcuch w tym samym położeniu. Finalnie złożony rower osiąga wymiary 565 × 545 × 250 mm i waży od 9 do 12,5 kg w zależności od konfiguracji.

### Składanie roweru

Składanie roweru Brompton

Elementy umożliwiające składanie roweru to:
- małe wygięcie w głównej rurze ramy, które umożliwia złożenie się tylnego trójkąta ramy wraz z kołem i schowanie go pod ramę;
- ramię napinacza łańcucha dające szeroki wachlarz ruchu tylnego koła podczas składania;
- małe kółko na tylnym błotniku + kółka w elemencie tylnego trójkąta tamy umożliwiające jazdę oraz przemieszczanie złożonego roweru;
- blokada w centralnej części roweru, która umożliwia zawinięcie się przedniego koła i umieszczenie go tuż obok złożonego tylnego koła przy jednoczesnym pozostawieniu go w ustawieniu w kierunku jazdy;
- składana kierownica, spinająca złożoną konstrukcję roweru sztyca wsuwana w ramę oraz składany pedał po lewej stronie roweru.